# Naoki Mori (1977)
Naoki Mori (森 直樹 Mori Naoki?, nacido el 21 de noviembre de 1977 en Saitama) es un exfutbolista japonés. Jugaba de defensa y su último club fue el Mito HollyHock de Japón.

## Trayectoria

### Clubes
| Club           | País  | Año         |
| -------------- | ----- | ----------- |
| Cerezo Osaka   | Japón | 2000 - 2002 |
| Mito HollyHock | Japón | 2003 - 2005 |